# Порушення правил ядерної або радіаційної безпеки
Порушення правил ядерної або радіаційної безпеки — злочин проти безпеки виробництва.

## Склад злочину
- Об'єкт злочину — безпека виробництва, суспільна безпека; додатковим обов'язковим об'єктом є життя та здоров'я особи.
- Суб'єкт злочину — особа, яка, відповідно до Закону України «Про використання ядерної енергії та радіаційну безпеку», повинна була їх дотримуватися.
- Суб'єктивна сторона злочину характеризується необережністю.
- Об'єктивна сторона злочину характеризується діянням у вигляді порушення правил ядерної та радіаційної безпеки, наслідками цих порушень у вигляді заподіяння шкоди здоров'ю потерпілого, створення загрози загибелі людей або інших тяжких наслідків чи фактичного настання цих наслідків, а також причинним зв'язком між діянням і суспільно небезпечними наслідками.

## Кримінальне покарання
В Україні кримінальна відповідальність настає за 274 статтею КК України в разі настання зазначених у статті наслідків, в іншому разі відповідальність адміністративна — за статтею 95 КУпАП. Кримінальна відповідальність полягає в обмеженні волі до чотирьох років або позбавленні волі на той самий строк із позбавленням права обіймати певні посади або займатися певною діяльністю на строк до трьох років, а якщо загибель людей чи інших тяжкі наслідки фактично настали, — у вигляді позбавлення волі на строк від трьох до дванадцяти років із позбавленням права обіймати певні посади або займатися певною діяльністю на строк до трьох років.
В Російській Федерації кримінальна відповідальність за цей злочин настає за 215 статтею КК РФ, при цьому до суспільно небезпечних наслідків додається радіаційне забруднення навколишнього середовища (фактичне настання чи загроза настання): штраф у розмірі до 200 000 рублів або в розмірі заробітної плати чи іншого доходу засудженого за термін до 18 місяців або обмеження чи позбавлення волі на строк до трьох років із позбавленням права обіймати певні посади або займатися певною діяльністю на строк до трьох років чи без цього; за ч.2 статті (аналогічна ч.2 ст. 274 українського КК) — позбавлення волі на строк до п'яти років із позбавленням права обіймати певні посади або займатися певною діяльністю на строк до трьох років чи без цього; за ч.3 статті (наслідком є загибель двох чи більше осіб) — покарання, аналогічне попередньому, лише строк позбавлення волі розширено до семи років.
Аналогічні норми містяться в кримінальних кодексах Білорусі (ст. 301), Казахстану (285), Узбекистану (ст. 253), Азербайджану (частково за ст. 248) та інших країн.